# Tónia Marketáki
Tónia Marketáki (en grec : Τώνια Μαρκετάκη, née le 28 juillet 1942 à Athènes et morte le 26 juillet 1994  dans la même ville) est une journaliste, réalisatrice, scénariste, actrice, productrice et monteuse grecque.

## Biographie
Tónia Marketáki étudia à l'Idhec les techniques de prise de vue. Elle en sortit en 1962. Elle travailla d'abord comme critique de cinéma (1963-1967). Elle tourna son premier court-métrage en 1967 (Jean et la route). Elle quitta la Grèce, après un bref séjour en prison, lors de la dictature des colonels et demanda l'asile politique à l'Algérie. Là, jusqu'en 1971, elle tourna des films éducatifs destinés aux agriculteurs du pays.
Elle revint en Grèce en 1973. Elle y tourna son premier long métrage (Jean le violent) avec lequel elle obtient au Festival du cinéma grec 1973 (Thessalonique) les prix de meilleur réalisateur et meilleur scénario pour elle-même ainsi que le prix de meilleur acteur et un prix spécial pour la photographie.
Son dernier film, Les Nuits de cristal fut présenté dans la section Un certain regard du Festival de Cannes 1992.
Elle meurt d'une crise cardiaque en 1994.

## Filmographie partielle
- 1967 : Jean et la route (O Giannis kai o Dromos) (court métrage)
- 1973 : Jean le violent (Ioannis o Viaios) (long métrage)
- 1978 : Le Bois des citronniers (Lemonodasos) (série télévisée)
- 1984 : Le Prix de l'amour (I Timi tis Agapis) (long métrage)
- 1991 : Les Nuits de cristal (Krystallines Nychtes) (long métrage)